# My.Kali
My.Kali est un webzine jordanien LGBT créé en 2008.

## Historique
Le militant gay Khalid Abdel-Hadi a l'idée du magazine en 2007 à la suite d'un article dans la presse islamique qui le traitait publiquement de « pervers ».
Il paraît d'abord uniquement en anglais, afin de garder une certaine confidentialité dans le monde arabe. Le magazine ayant acquis une longévité et devant les demandes, My.Kali sort à partir de 2016 également en langue arabe.
En 2016, le magazine est accusé sur internet de « saper les traditions et la culture jordanienne » et de « chercher à répandre l’homosexualité ». Il est aussi menacé d'être interdit s'il est publié en version papier sans autorisation. Le directeur du magazine répond que le magazine ne paraît pas en papier, et réfute les rumeurs selon lesquelles il aurait reçu des menaces de mort.

## Principe
« Le magazine a pour mission de maintenir une visibilité et d’être une voix récurrente, forte et puissante de la communauté LGBTI+ au Moyen-Orient et en Afrique du Nord.  À travers le magazine, nous promouvons l’acceptation, l’individualité, et des perspectives différentes sur le genre et la sexualité. Ce webzine reflète la difficulté d’être à la fois arabe et une personne LGBTI+. »